# Georg Steindorff
Georg Steindorff, född 19 november 1861 i Dessau, död 28 augusti 1951 i North Hollywood, var en tysk egyptolog.
Steindorff studerade egyptologi och orientaliska språk i Berlin och Göttingen. Han knöts tidigt till Ägyptisches Museum i Berlin som Adolf Ermans medarbetare och blev 1891 privatdocent vid Berlins universitet. År 1893 kom han till Leipzig som e.o. professor efter Georg Ebers, vars mångåriga sjukdom inte tillät honom att fortsätta, och var 1904-32 ordinarie professor där. På grund av sitt judiska ursprung emigrerade han 1939 till USA och blev 1944 amerikansk medborgare.
Steindorff ägnade sig åt samtliga sidor av sitt ämne, den religionshistoriska, den arkeologiska och den språkliga och var från 1908 redaktör för den tyska egyptologins huvudorgan "Zeitschrift für ägyptische Sprache und Altertumskunde", till vars redaktion varit knuten sedan 1894. Han inlade sig stor förtjänst genom sin Koptische Grammatik (Berlin 1894) och genom utgåvor av koptiska texter. Hans bearbetning av Karl Baedekers "Ägypten" är en utmärkt handbok.
Steindorff företog viktiga forskningsresor och utgrävningar i Egypten och utvecklade en betydande verksamhet för att i vida kretsar väcka intresse för den gammalegyptiska kulturen.